# Cattedrale del Santo Nome (Chicago)
La cattedrale del Santo Nome (in inglese: Holy Name Cathedral) è il principale luogo di culto cattolico di Chicago, in Illinois.
La chiesa, sede dell'arcivescovo di Chicago, è stata completata nel 1874.